# Parco nazionale del Wakhan
Il parco nazionale del Wakhan è un parco nazionale dell'Afghanistan. Istituito nel 2014, comprende l'intero distretto del Wakhan, che si estende lungo l'omonimo corridoio tra le catene montuose del Pamir e dell'Hindu Kush, al confine tra il Tagikistan a nord, il Pakistan a sud e la Cina a est. Ospita 600 specie di piante, il leopardo delle nevi, la lince, il lupo, l'orso bruno, la faina, la volpe rossa, il gatto di Pallas, lo stambecco siberiano, l'argali di Marco Polo e l'urial. Particolarmente remoto e situato in gran parte al di sopra della linea degli alberi, è minacciato soprattutto dal bracconaggio e dal pascolo eccessivo, piuttosto che dall'estrazione mineraria e dal disboscamento. Nell'area vivono 13000 wakhi e 1500 kirghisi.